# Pokrowka (przystanek kolejowy w obwodzie briańskim)
Pokrowka (ros. Покровка) – przystanek kolejowy w pobliżu miejscowości Klimowo, w rejonie klimowskim, w obwodzie briańskim, w Rosji. Położony jest na linii Nowozybkow - Klimowo.